# Neurofibromatosi
La neurofibromatosi és un trastorn genètic del sistema nerviós que afecta principalment al desenvolupament i creixement dels teixits nerviosos. Les seves variants es categoritzen dins del grup de les 'anomalies neurocutànies' o 'facomatosis'; el qual inclou patologies genètiques que tenen manifestacions conjuntes a pell i sistema nerviós i que comparteixen uns trets comuns: transmissió hereditària, lesions a òrgans d'origen ectodèrmic i tendència a presentar neoformacions particulars en el SNC i el SNP. El trastorn forma part de les malalties minoritàries i rares i cada tipus té signes i símptomes propis.
És una malaltia que ocasiona tumors que creixen en els nervis i produeix altres anormalitats com ara taques marrons en la pell i deformitats en els ossos (escoliosi, sovint). La neurofibromatosi ocorre en ambdós sexes i en totes les races i grups ètnics i es transmet, en el cas de la NF1, a la descendència de manera autosòmica dominant. Les referències més antigues sobre aquest trastorn es remunten al papir Ebers.
Els científics han classificat els dos tipus principals com neurofibromatosi tipus 1 (NF1) i neurofibromatosi tipus 2 (NF2) cadascun amb una alteració d'un cromosoma diferent (17 i 22 respectivament). Existeixen altres tipus o variants de neurofibromatosi, com el tipus 5 -neurofibromatosi segmentària- causat per una mutació postzigòtica en el gen NF1, el tipus 6 (classificació de Riccardi, 1982) o el tipus 7 (d'inici tardà), però alguns no han estat ben definits encara. Carey i col·laboradors van presentar una classificació de la malaltia amb cinc variants l'any 1986, fonamentada en els seus aspectes genètics. Riccardi i Carey coincidiren poc després en agrupar les neurofibromatosis en tres formes.

## NF1
És la forma més freqüent de neurofibromatosi. Es caracteritza per la presència de neurofibromes de molt lenta evolució, en múltiples localitzacions, amb possibilitat de malignització.

## NF2
Es caracteritza per la presència de schwannomes vestibulars (tumors del nervi acústic) bilaterals.

## NF3
Es caracteritza per la presència de múltiples schwannomes (o neurilemmomes: tumors benignes de les cèl·lules de Schwann) al cos i l'absència de schwannomes vestibulars bilaterals.

## NF4, 5, 6, 7, i 8
Segons la classificació clàssica de Riccardi del 1982, ja esmentada abans i revisada l'any 1989, els trets genètics i clínics propis d'aquestes variants serien:
+ Variant NF4: Neurofibromes, neoplàsies al SNC, presència atípica de les taques "cafè amb llet", nòduls de Lisch habitualment absents. Patró hereditari autosòmic dominant o heterogeni.
+ Variant NF5 (segmentària): Neurofibromes només presents a un segment determinat del cos, no hereditaris, amb les taques "cafè amb llet" familiars o sense. Es creu que és una variant infradiagnosticada, ja que els neurofibromes aïllats i sense presència de taques cutànies evidents són interpretats sovint com un problema estètic solament. La seva causa és una microdeleció en el gen NF1. Els pacients amb NF5 tenen una incidència significativa de processos cancerosos associats, d'estirp derivada de la cresta neural, en especial tumors de la beina nerviosa perifèrica i melanomes. Pot afectar el tòrax o la cara exclusivament i algunes vegades s'acompanya d'un excés congènit de plecs cutanis o d'una queratosi seborreica eruptiva. S'ha descrit algun cas de neurofibromatosi segmentària unilateral a mucosa oral, llengua, orella externa, galta i coll.
+ Variant NF6: Taques "cafè amb llet" familiars sense patró hereditari conegut. Les denominacions "síndrome de múltiples taques cafè amb llet" o "taques cafè amb llet múltiples", entre d'altres, es consideren terminològicament obsoletes.
+ Variant NF7 (d'inici tardà): Presentació a partir de la tercera dècada de la vida, neurofibromes i poques taques "cafè amb llet", les quals sorgeixen amb aparença d'efèlides a engonals i aixelles. Patró hereditari desconegut. Cal un estudi genètic per diferenciar-la de la NF2.
+ Variant NF8 (sense especificació): Amb signes diversos no corresponents a les variants anteriors i sense patrons hereditaris coneguts.

## Tractament
No hi ha, ara per ara, un tractament específic per les neurofibromatosis. Si els neurofibromes són grans, provoquen dolor, afecten estructures anatòmiques importants o presenten un creixement molt ràpid, es practica la seva resecció quirúrgica. Per exemple, els neurofibromes cardíacs es poden transformar en MPNSTs de considerables dimensions que afectin la funcionalitat d'estructures vasculars i/o valvulars vitals, fent necessària la cirurgia urgent i -en cas de recidiva de la neoplàsia- la reintervenció de la zona afectada. Alguns neurofibromes solitaris poden ser enormes i afectar múltiples zones corporals. En malalts de NF1 amb greus deformacions de la cara, s'han realitzat trasplantaments facials, inclús emprant teixits cultivats. En el cas dels neurinomes acústics de la NF2, tant la radioteràpia com la microcirurgia poden ser bones opcions. La radiocirurgia estereotàctica, com tècnica poc invasiva, presenta bons resultats davant alguns schwannomes. Es treballa en la recerca de possibles teràpies oncogenòmiques, fonamentades en la neuropatologia experimental. Estudis in vitro indiquen que una combinació de substàncies quimioteràpiques cinasa-inhibidores i tècniques fototermals amb nanopartícules com agents, podria ser útil en el tractament dels MPNSTs. Un inhibidor en particular de la MAPK/ERK, el selumetinib, ha demostrat ser clínicament actiu davant els neurofibromes plexiformes de malalts adults amb NF1.
La doxorubicina (un antibiòtic-antineoplàstic de la família de les antraciclines) emprat ja per tractar els MPNSTs, te efecte sobre totes les línies cel·lulars de les neurofibromatosis, però ocasiona importants efectes secundaris. L'imatinib (un inhibidor de cinases útil en la teràpia contra la LMC), no és eficaç per se i no es considera recomanable. La ifosfamida (un agent alquilant), segons alguns assajos clínics, tampoc. Molts inhibidors que són actius en els MPNSTs associats a la NF1 no tenen quasi activitat sobre els MPNSTs esporàdics o les línies cel·lulars dels NF2.
El bevacizumab redueix la taxa de creixement dels schwannomes/neurinomes vestibulars en nens i adolescents afectes de NF2 i millora, fins a un cert punt, les seves capacitats auditives a mitjà termini. El mateix fàrmac sembla una bona opció per tractar el dolor refractari que pateixen alguns malalts de NF2 i limitar l'ús d'opiacis, sobretot en el grup infantil. Els assajos clínics amb lapatinib (un inhibidor de la tirosina-cinasa emprat en el tractament del càncer de mama avançat) realitzats en malalts de NF2 han estat prometedors, ja que s'ha observat una reducció volumètrica dels tumors i un augment de la resposta auditiva.
Estudis experimentals sobre cèl·lules immortalitzades de schwannomes humans implantades en nervis de murins indiquen que la injecció intratumoral de l'enzim caspasa-1 vectorialitzat per estructures adenovirals específiques, aconsegueix la regressió del tumor al provocar una forma selectiva d'apoptosi.